# Дубайска рамка
„Дубайска рамка“ (на арабски: برواز دبي) e сграда в Дубай в ОАЕ, открита на 24 януари 2018 г.  

## Архитектура
„Дубайската рамка“ е проектирана от Фернандо Донис. Проектантът печели през 2008 г. наградата „Небостъргач на Тюсенкруп“ за архитектурната схема.
Сградата се състои от две кули, всяка по 150 м, свързани в основата си и на върха чрез мост, дълъг 93 м. По този начин сградата наподобява рамка на картина. Погледнато през рамката, в едната посока се вижда съвременен Дубай, а в другата – старинния Дубай с градската част Дейра. В основата на сградата е разположен музеят, който показва развитието на Дубай от рибарско селище до мегаполис. Горната част е със стъклен под, през който се вижда както паркът долу, така и други части на Дубай.